# Torne-Furö
Torne-Furö är ett naturreservat i Haparanda kommun i Norrbottens län.
Området är naturskyddat sedan 1980 och är 2,2 kvadratkilometer stort. Reservatet omfattar ön med detta namn och en grannholme i Skomakarfjärden. Skogen är mest gles tallskog, med gran i9 sydost. Lövträd finns utmed stranden.